# Expovicaman
Expovicaman es la Feria Agrícola y Ganadera de Castilla-La Mancha, que se celebra anualmente en la ciudad española de Albacete.

## Localización
El Palacio Ferial de la Institución Ferial de Albacete (IFAB), en donde se celebra Expovicaman, se sitúa en la avenida Gregorio Arcos, esquina calle Municipio de Molinicos, en el noroeste de la ciudad de Albacete. 
El recinto se encuentra próximo al ITAP, al CEEI, al Palacio de Congresos de Albacete, al Parque Empresarial Campollano y al Centro Comercial Imaginalia.

### Accesos
Al recinto ferial del IFAB se puede acceder fácilmente al encontrarse en uno de los principales núcleos de comunicación de la ciudad. Principalmente se puede acceder a través de la autovía A-31, de la carretera nacional N-430, de la autovía A-32 o de la carretera nacional N-322. 

### Transporte público
El Palacio Ferial del IFAB vertebra su comunicación con el resto de la ciudad de Albacete a través de la red de autobuses urbanos y del servicio de taxis. En autobús urbano, el IFAB queda conectado mediante las siguientes líneas: 
| Línea | Trayecto                                              | Recorrido | Frecuencia | Paradas en el Palacio Ferial |
| ----- | ----------------------------------------------------- | --------- | ---------- | ---------------------------- |
|       | Pedro Lamata- Cañicas-Centro Comercial Imaginalia     | Recorrido | 15 minutos | 27                           |
|       | San Pedro-Parque Lineal-Parque Empresarial Campollano | Recorrido | 15 minutos | 26                           |

## La feria

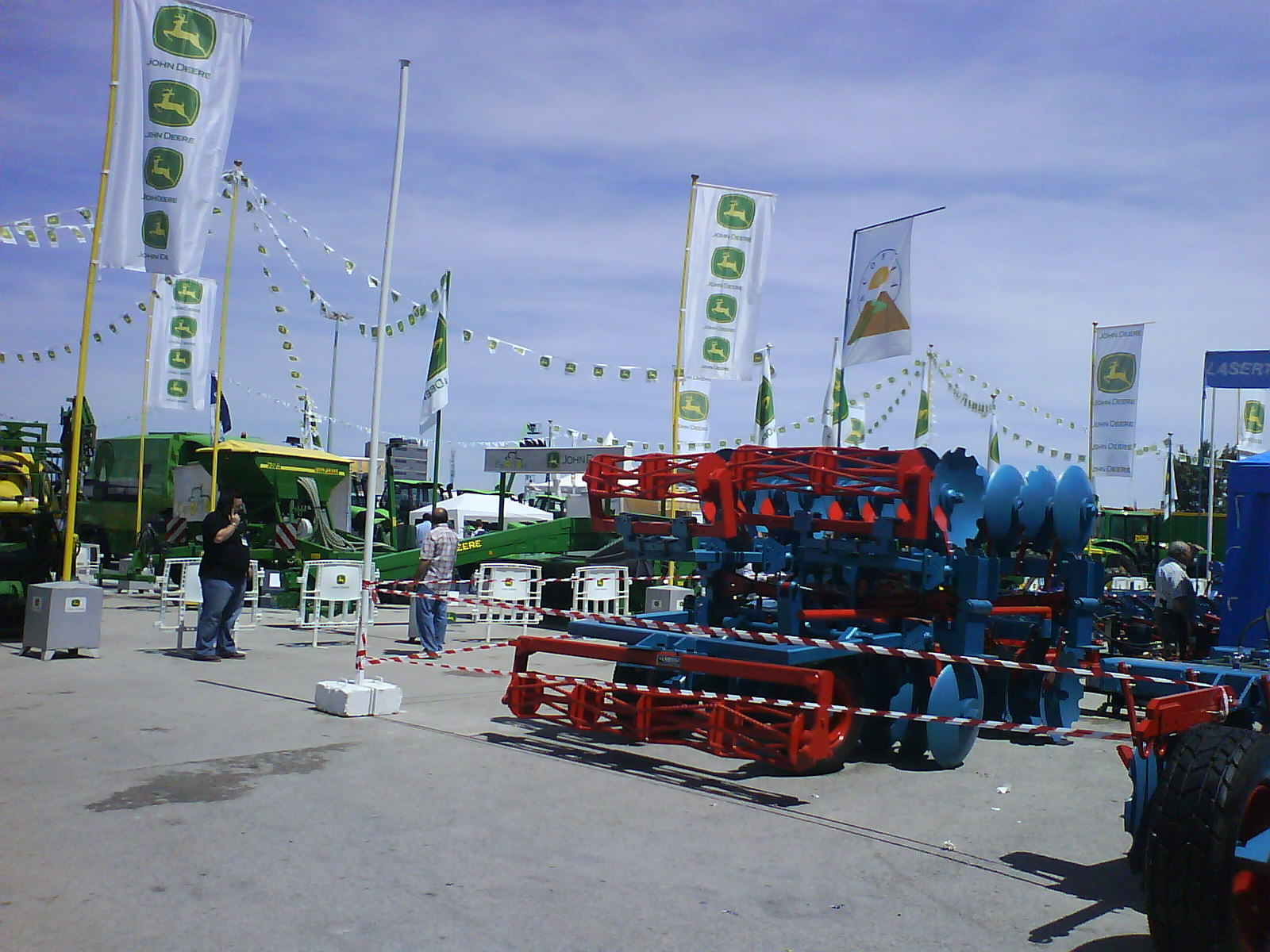
Exposición de maquinaria agrícola en el exterior del palacio ferial de Albacete.

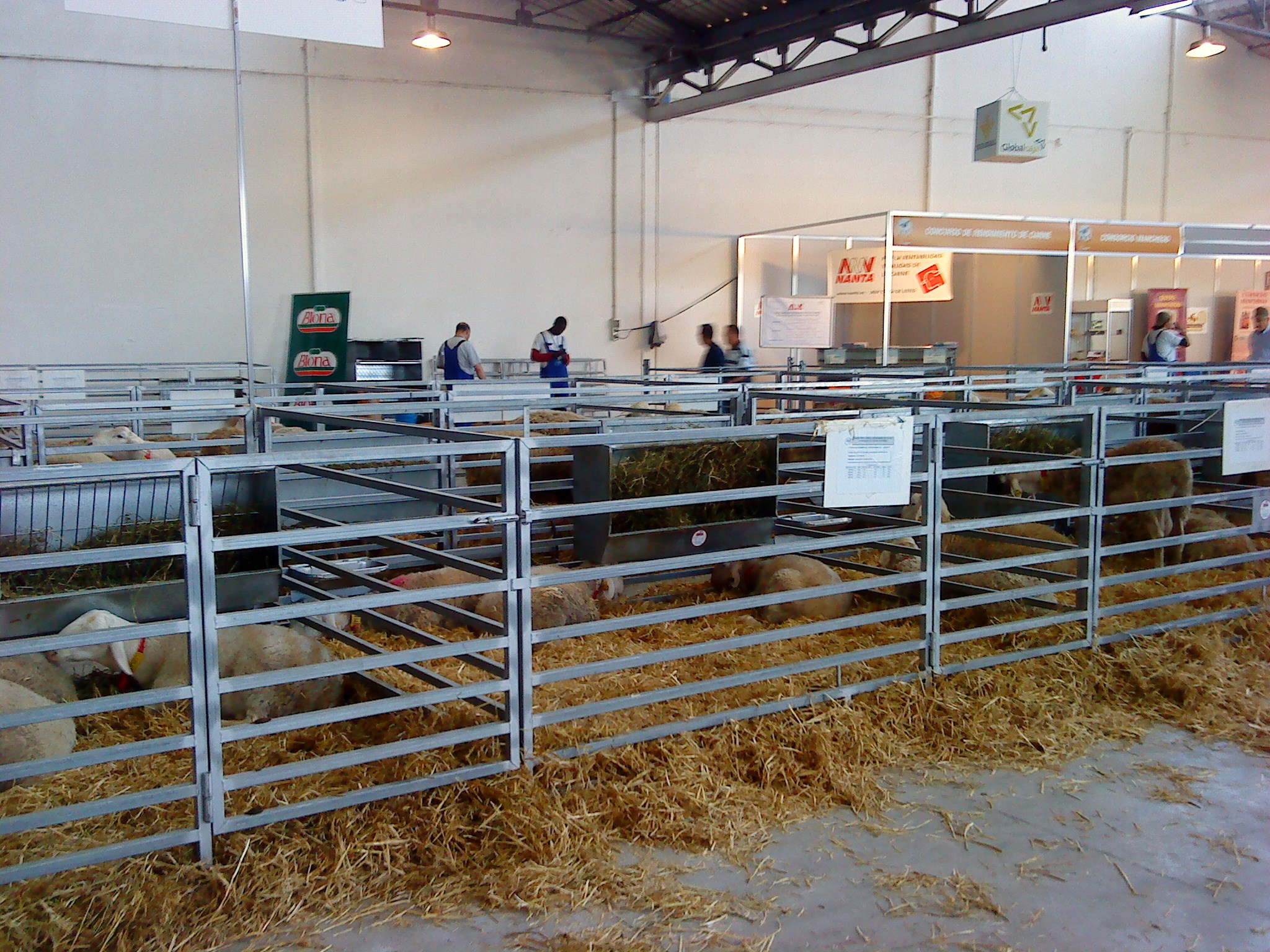
Zona de exposición ganadera dentro del recinto ferial del IFAB.

Expovicaman centra su interés en varios sectores como son la maquinaria agrícola, material ganadero, semillas, fitosanitarios, abonos, herbicidas, fungicidas, entidades financieras, frutales, veterinaria, productores de planta, depuradoras, guarnicionerías, programas informáticos, investigación agraria, revistas especializadas, piensos, ordeñadoras, planta forestal, lubricantes, sistemas de regadío, etc.
Se trata del evento agropecuario más importante de Castilla-La Mancha, y un referente nacional del sector. No obstante, la crisis económica y endémica que padece el sector agropecuario han obligado a que se replantee la feria, y que solo los años pares se pueda disfrutar de la feria al completo, con maquinaria agraria nueva, y los años impares la feria se dedique al sector ganadero y a la maquinaria de segunda mano y ocasión.
En la edición XXXI celebrada en 2011 la superficie de exposición alcanzó los casi 10 000 metros cuadrados en el interior del recinto, y más de 22.000 en el exterior, acogiendo a cerca de 120 expositores, y a más de 25.000 visitantes, de los que casi la mitad lo hicieron en calidad de profesionales relacionados directamente con el sector ganadero.

## Eventos

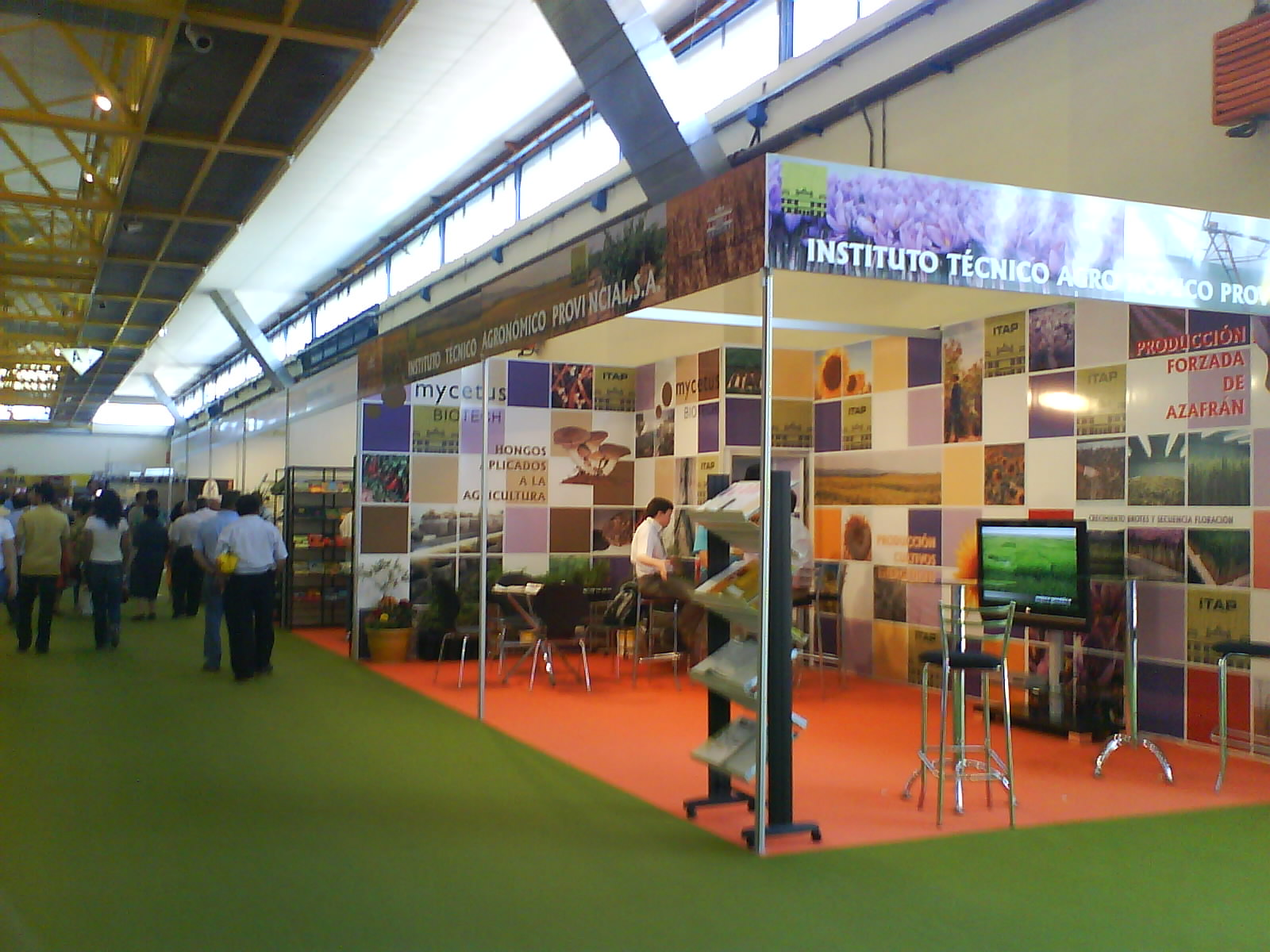
Expositores interiores en el IFAB.

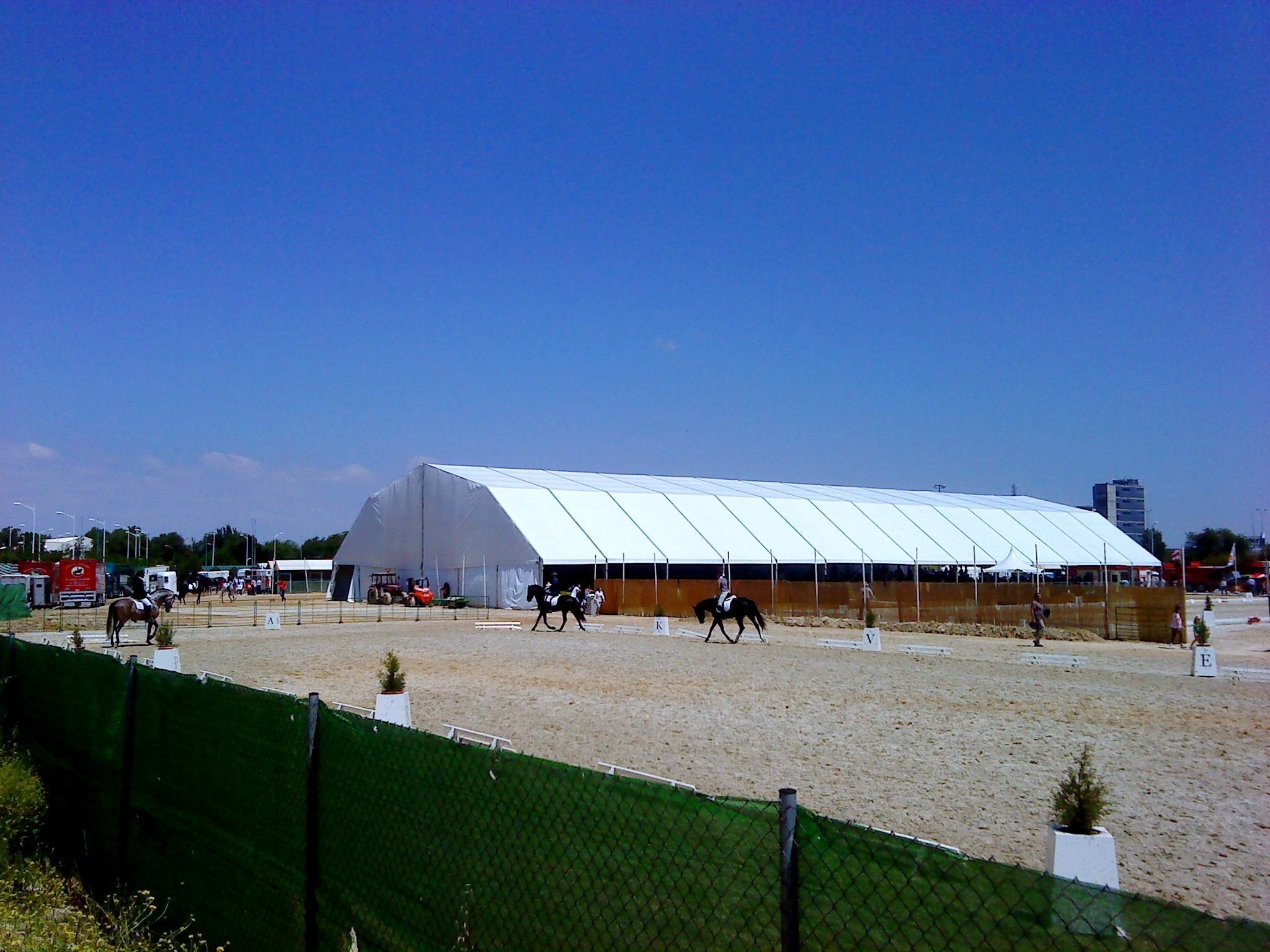
Recinto ecuestre acondicionado para la celebración de los eventos hípicos de la feria.

En 2011 Expovicaman celebró su XXXI edición, desarrollándose múltiples eventos:

### Agricultura
- Concursos:

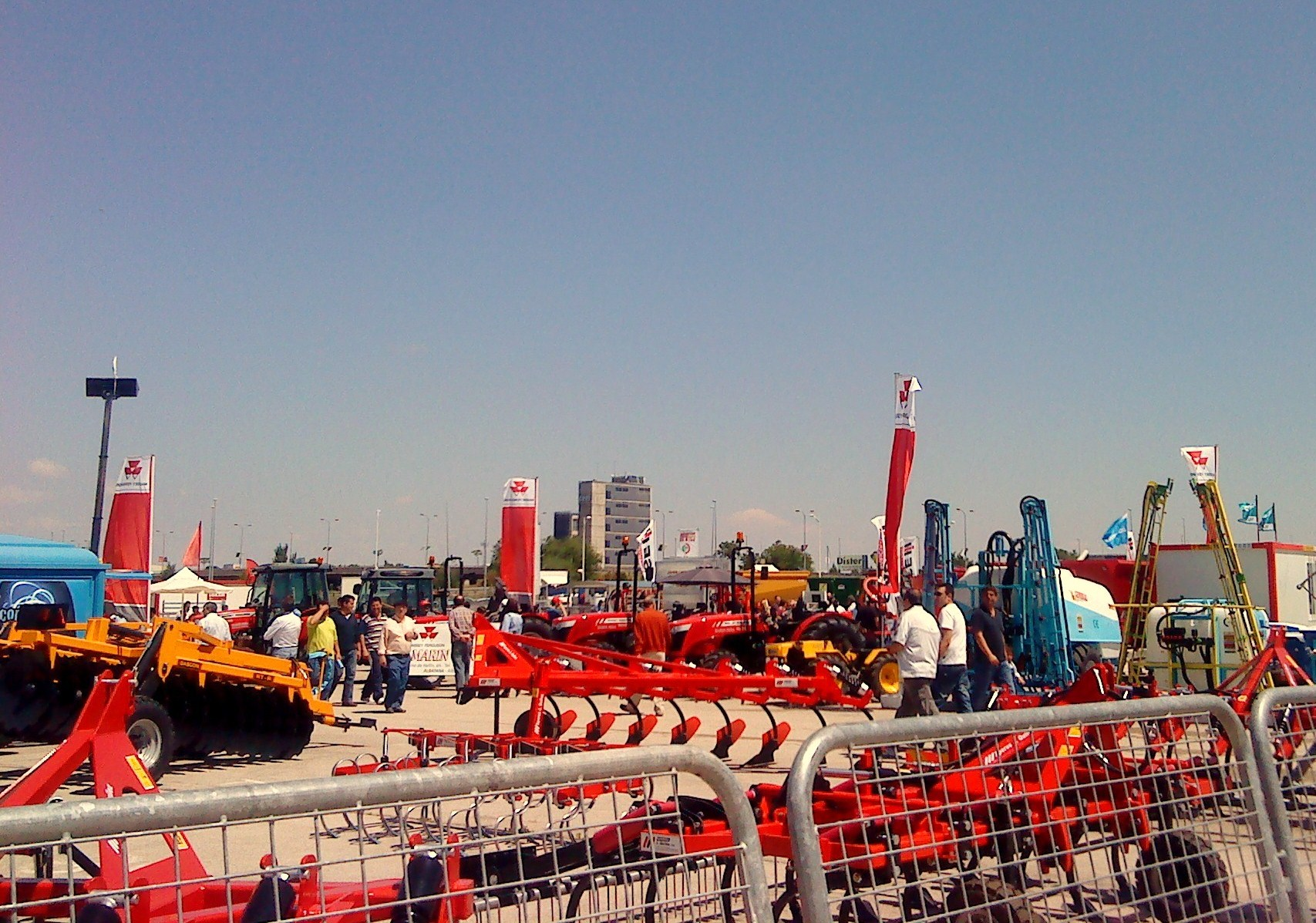
Maquinaria agrícola en los exteriores del palacio ferial.

- XIII Concurso Regional de Habilidad con Tractor.
- II Concurso Infantil de Velocidad con Tractor de Pedales.

- Jornadas:
- IV Jornadas Técnicas del Almendro.
- La era de la vendimia inteligente.

### Ganadería y productos elaborados
- Concursos:
- XXIV Concurso Nacional de Ganado Selecto de Oveja Manchega:[10]

- Concurso de Aptitud Productiva.
- Concurso de Producción de Leche.
- Concurso de Ordeñabilidad y Eficacia del Ordeño en adaptación al ordeño a máquina: 1º, 2º y 3º Premio.
- Concurso de Rendimiento lechero.
- Concurso de Calidad de la Leche.
- Concurso aptitud genética.
- Mejora en producción lechera por valoración genética.
- Valor genético combinado en sementales mejorantes.

- Concurso Morfológico del Cordero Manchego:
- Concurso Morfológico de Machos.
- Concurso Morfológico de Ovejas.
- Concurso Morfológico de Primalas.
- Concurso Morfológico de Corderas.
- Premio Especial de la Raza Ovina Manchega

- XXI Concurso Regional de Queso Manchego:

- Quesos elaborados con leche pasteurizada:
- Curado: 1º y 2º clasificado
- Semicurado: 1º y 2º clasificado

- Quesos elaborados con leche cruda:
- Curado: 1º y 2º clasificado.
- Semicurado: 1º y 2º clasificado.

- IV Concurso de Fotografía de la Raza Ovina Manchega.
- I Concurso de Pintura Infantil de la Raza Ovina Manchega.

- Jornadas:

- Ahorro y eficiencia energética en instalaciones ganaderas.

- Otros:

- Subasta Nacional y Bolsa de Sementales de Raza Manchega.[11]

- Degustación de Cordero de la Indicación Geográfica Protegida Cordero Manchego.

### XXIV Salón del Caballo
- Concursos:
- XXIV Concurso Morfofuncional de Caballos Pura Raza Española:
- Mejor ganadería.
- Mejor expositor.
- Campeón y subcampeón, tanto hembra como macho del concurso.
- Campeón y subcampeón tanto hembra como macho joven del concurso.
- Campeón y subcampeón absoluto de la funcionalidad.
- Campeón adulto y joven de los movimientos a la mano.
- Mejor ganadería de Castilla – La Mancha.
- Mejor caballo y yegua adultos de Castilla – La Mancha.
- Mejores movimientos machos y hembras de Castilla – La Mancha.
- Mejor presentador.

- XIII Concurso Nacional de doma clásica. Copa ANCCE:
- Kur Gran Premio
- San Jorge
- Final 5 años
- Final 4 años
- Preliminar 6 años

- II Concurso Nacional de doma de menores:
- Alevines individual
- Infantil equipos
- YR individual

- VIII Concurso Nacional  “B”  de doma vaquera.